# Liu Cong
|  | Per a altres significats, vegeu «Liu Cong (Tres Regnes)». |

Liu Cong —劉聰, nom estilitzat Xuanmen (玄門), malnom Zai (載), formalment Emperador Zhaowu de Han (Zhao) (漢(趙)昭武帝)— (?- 318) va ser un emperador de l'estat xinès/xiongnu de Zhao anteriors. El regnat de Liu Cong va estar ple de contradiccions. Va ser un governant que era òbviament intel·ligent i capaç d'un raonament lògic, i durant el regnat del seu pare, Liu Yuan, ell va ser també un capaç general. D'altra banda, a mesura que el seu regnat progressava, es va fer en cada vegada més cruel, inestable, extravagant, i incapaç d'escoltar l'assessorament adequat. Cap al final del seu regnat, a qualsevol funcionari que s'atrevís a parlar en contra de les seves accions s'enfrontava potencialment a la mort. Durant el seu regnat, tant ell com l'estat Han Zhao va mostrar un gran potencial; tant és així que Zhao va passar de ser un petit estat que ocupava el sud de l'actual Shanxi a abastar gairebé la totalitat de modern Shanxi, Shaanxi, Gansu oriental, i parts significatives de Shandong, Hebei, i Henan—encara que la meitat oriental de l'Imperi estava sota el control del general Shi Le i podria dir-se que només estava nominalment sota el domini de Han Zhao. Liu Cong i el seu estat mai desenvoluparien el seu potencial.

## Família
- Pare
  - Liu Yuan (Emperador Guangwen) (quart fill)
- Mare
  - Consort Zhang
- Esposes
  - Emperadriu Huyan (creada el 310, d. 312), mare del Príncep Hereu Can
  - Emperadriu Zhang Huiguang (creat li d. el 313)
  - Emperadriu Liu E (creat el 313, d. el 314)